# Krisa
Krisa var en antik grekisk stad belägen nära Delfi. År 595 f.Kr. försökte Krisa annektera senarenämnda stad men möttes då, på grund av oraklet i Delfis särskilda position i den grekiska världen, av en allians av grekiska städer som besegrade staden och jämnade den med marken. 